# Конні Вассмут
Конні Вассмут  (нім. Conny Wassmuth, 13 квітня 1983) — німецька веслувальниця, олімпійська чемпіонка.

## Виступи на Олімпіадах
| Олімпіада  | Дисципліна                    | Місце |
| ---------- | ----------------------------- | ----- |
| Пекін 2008 | байдарка-четвірка, 500 метрів | 1     |